# تانکانی (پرو)
تانکانی (به اسپانیایی: Tankani) یک کوه در پرو است که در Peru, Puno Region واقع شده‌است. تانکانی ۵٬۰۰۰ متر بالاتر از سطح دریا واقع شده‌است.